# Xã North, Quận Woodson, Kansas
Xã North (tiếng Anh: North Township) là một xã thuộc quận Woodson, tiểu bang Kansas, Hoa Kỳ. Năm 2010, dân số của xã này là 61 người.